# Флаг Тасеевского района
Флаг муниципального образования Тасе́евский райо́н Красноярского края Российской Федерации — опознавательно-правовой знак, служащий официальным символом муниципального образования.
Флаг утверждён 3 июня 2011 года и 2 ноября 2011 года внесён в Государственный геральдический регистр Российской Федерации с присвоением регистрационного номера 7196.

## Описание
«Прямоугольное полотнище красного цвета с отношением ширины к длине 2:3, вдоль нижнего края которого — синяя полоса шириной 2/15 ширины полотнища, на которой восстают два жёлтых сообращённых соболя, поддерживающих перед собой белый куб, с лежащей на нём жёлтой короной».

## Символика
Флаг разработан на основе герба Тасеевского района и отражает исторические, культурные, социально-экономические, национальные и иные местные традиции.
Красное (червлёное) поле флага символически отражает:
— легенду, рассказывающую о том, что тунгуский князёк Тасей (по имени которого названа река Тасеева — приток Ангары и село Тасеево) устанавливал стойбища в самых красивых (красных) местах;
— Тасеевскую партизанскую республику 1918—1920 годов (головные уборы партизан имели красную полосу);
— нахождение Тасеевского района в составе Красноярского края (цвет полотнища — красный).
Красный цвет — символ красоты и праздника, труда, мужества, жизнеутверждающей силы.
Синяя полоса — символизирует реки района Тасей (Тасеева), Усолку, Бирюсу, которые являлись основными транспортными артериями при освоении земель, торговле и перевозке товаров. Синий цвет (лазурь) — символ возвышенных устремлений, искренности, преданности, возрождения.
Жёлтые (золотые) соболя — аллегорически отражают богатство здешних мест пушниной. Местные жители носили собольи шубы, и даже для лыж на подволок шёл соболий мех. Тасеевская земля тесно связана с Енисейской ярмаркой пушнины с момента её освоения. В Тасеевском острожке хранился оброк местных аборигенов, который взимался в основном соболями. Жёлтый цвет (золото) — символ высшей ценности, величия, богатства, урожая.
Серебряный (белый) куб с царской (жёлтой, золотой) короной — символ соляных рудников, основное богатство Тасеевской земли. Тасеевская соль — белоснежная, высококачественная, добываемая экологически чистым способом (выпариванием из рассола), доставлялась из далёкой Сибири к царскому столу Алексея Михайловича и его престолонаследников. А со времён Екатерины II тасеевская соль обеспечивала потребность всего царского двора. Троицкий солеварный завод, расположенный на территории района — старейшее действующее предприятие Красноярского края, редкий памятник производственной деятельности наших предков. Белый цвет (серебро) — символ чистоты, открытости, божественной мудрости, примирения.